# 勞森維爾 (北卡羅萊納州)
勞森維爾（英語：Lawsonville）是位於美國北卡羅萊納州斯托克斯縣的非建制地區。

## 歷史
勞森維爾的郵局自1879年營運至今。

## 地理
勞森維爾所處的海拔為高於海平面357米（即1171英呎），而該地所採用的時區為UTC-5，即北美东部时区（EST）。同時該地設有夏令時間，為UTC-5調快一小時，即UTC-4（EDT）。